# Moutiers-Saint-Jean
 Moutiers-Saint-Jean  es una población y comuna francesa, en la región de Borgoña, departamento de Côte-d'Or, en el distrito de Montbard y cantón de Montbard.

## Demografía
| 306 | 286 | 315 | 292 | 265 | 250 |
| Para los censos de 1962 a 1999 la población legal corresponde a la población sin duplicidades (Fuente: INSEE [Consultar]) |     |     |     |     |     |